# Ханумански лангур
Хануманския лангур (Semnopithecus entellus), наричан още обикновен лангур или северен сив лангур, е вид примат от семейството на Коткоподобните маймуни.

## Разпространение и местообитание
Естествените популации обитават долините на реките Годавари и Кришна в Индия, както и териториите южно от река Ганг. Интродуциран е изкуствено в Бангладеш от хиндуистките поклонници по поречието на река Джаланги.
Местообитанието на хануманския лангур включва субтропични и тропични сухи гори, както и субтропични и тропични места с храстовидна растителност. Заплаха за съществуването на вида е загубата на местообитание в резултат на човешка намеса.

## В България
В България ханумански лангур може да бъде видян в Софийския зоопарк. През юни 2023 г. в зоопарка за първи път се ражда бебе от вида.